# Giro d'Itàlia de 1936
El Giro d'Itàlia de 1936 fou la vint-i-quatrena edició del Giro d'Itàlia i es disputà entre el 16 de maig i el 7 de juny de 1936, amb un recorregut de 3.766 km distribuïts en 19 etapes, dues d'elles contrarellotge individuals i dues d'elles dividides en dos sectors. 89 ciclistes hi van prendre part, acabant-la 45 d'ells. La sortida i arribada es feu a Milà.

## Història
Per primera vegada es disputa una cronoescalada, amb final al Terminillo, que fou guanyada per Giuseppe Olmo.
Aquesta fou la darrera participació en el Giro de Costante Girardengo, que amb 43 anys es retirà en la quarta etapa. Gino Bartali, vencedor de tres etapes i la classificació de la muntanya, s'imposà a la classificació general d'un Giro en què Raffaele di Paco i Giuseppe Olmo es repartiren la major part de les etapes disputades, amb cinc triomfs pel primer i deu pel segon.

## Classificacions finals

### Classificació general
| Classificació General                 | Classificació General     | Classificació General | Classificació General |
| Pos.                                  | Ciclista                  | Equip                 | Temps                 |
| ------------------------------------- | ------------------------- | --------------------- | --------------------- |
| 1                                     | Gino Bartali (ITA)        | Legnano               | 120h 12' 13"          |
| 2                                     | Giuseppe Olmo (ITA)       | Bianchi               | + 2' 36"              |
| 3                                     | Severino Canavesi (ITA)   | Ganna                 | + 7' 49"              |
| 4                                     | Aladino Mealli (ITA)      | Legnano               | + 14' 04"             |
| 5                                     | Giovanni Valetti (ITA)    | Fréjus                | + 14' 15"             |
| 6                                     | Domenico Piemontesi (ITA) | Bianchi               | + 16' 31"             |
| 7                                     | Ambrogio Morelli (ITA)    | Ganna                 | + 17' 44"             |
| 8                                     | Vasco Bergamaschi (ITA)   | Maino                 | + 18' 35"             |
| 9                                     | Enrico Mollo (ITA)        | Gloria                | + 19' 27"             |
| 10                                    | Eduardo Molinar (ITA)     | Individual            | + 20' 48"             |
| 89 participants, 45 acabaren la cursa |                           |                       |                       |

### Classificació de la muntanya
|   | Ciclista                | Equip      | Punts |
| - | ----------------------- | ---------- | ----- |
| 1 | Gino Bartali (ITA)      | Fréjus     | --    |
| 2 | Severino Canavesi (ITA) | Ganna      | --    |
| 3 | Eduardo Molinar (ITA)   | Individual | --    |

## Etapes
| Etapa   | Data       | Recorregut                            | Km  | Vencedor d'etapa       | Líder de la general |
| ------- | ---------- | ------------------------------------- | --- | ---------------------- | ------------------- |
| 1a      | 16 de maig | Milà – Torí                           | 161 | Giuseppe Olmo (ITA)    | Giuseppe Olmo (ITA) |
| 2a      |            | Torí - Gènova                         | 206 | Aldo Bini (ITA)        | Aldo Bini (ITA)     |
| 3a      |            | Gènova - Montecatini Terme            | 226 | Raffaele di Paco (ITA) | Aldo Bini (ITA)     |
| 4a      |            | Montecatini Terme - Grosseto          | 220 | Fabio Battesini (ITA)  | Aldo Bini (ITA)     |
| 5a      |            | Grosseto - Roma                       | 248 | Giuseppe Olmo (ITA)    | Aldo Bini (ITA)     |
| 6a      |            | Roma - Nàpols                         | 230 | Giuseppe Olmo (ITA)    | Giuseppe Olmo (ITA) |
| 7a      |            | Nàpols - Bari                         | 283 | Raffaele di Paco (ITA) | Giuseppe Olmo (ITA) |
| 8a      |            | Bari - Campobasso                     | 243 | Olimpio Bizzi (ITA)    | Giuseppe Olmo (ITA) |
| 9a      |            | Campobasso - L'Aquila                 | 204 | Gino Bartali (ITA)     | Gino Bartali (ITA)  |
| 10a     |            | L'Aquila - Rieti                      | 117 | Raffaele di Paco (ITA) | Gino Bartali (ITA)  |
| 11a     |            | Rieti - Terminillo (CRI)              | 20  | Giuseppe Olmo (ITA)    | Gino Bartali (ITA)  |
| 12a     |            | Rieti - Florència                     | 292 | Giuseppe Olmo (ITA)    | Gino Bartali (ITA)  |
| 13a     |            | Florència - Cesenatico                | 139 | Giuseppe Olmo (ITA)    | Gino Bartali (ITA)  |
| 14a     |            | Cesenatico - Ferrara                  | 155 | Raffaele di Paco (ITA) | Gino Bartali (ITA)  |
| 15a (a) |            | Ferrara - Pàdua                       | 106 | Raffaele di Paco (ITA) | Gino Bartali (ITA)  |
| 15a (b) |            | Pàdua - Venècia (CRI)                 | 39  | Giuseppe Olmo (ITA)    | Gino Bartali (ITA)  |
| 16a     |            | Venècia - Legnago                     | 183 | Giuseppe Olmo (ITA)    | Gino Bartali (ITA)  |
| 17a (a) |            | Legnago - Riva del Garda              | 139 | Giuseppe Olmo (ITA)    | Gino Bartali (ITA)  |
| 17a (b) |            | Riva del Garda - Gardone Riviera      | 100 | Gino Bartali (ITA)     | Gino Bartali (ITA)  |
| 18a     |            | Gardone Riviera - Salsomaggiore Terme | 206 | Gino Bartali (ITA)     | Gino Bartali (ITA)  |
| 19a     | 7 de juny  | Salsomaggiore Terme - Milà            | 248 | Giuseppe Olmo (ITA)    | Gino Bartali (ITA)  |